# Віктор Пас Естенсоро
Анхель Віктор Пас Естенсоро (ісп. Ángel Víctor Paz Estenssoro; 2 жовтня 1907 — 7 червня 2001) — болівійський політичний діяч, який тричі займав пост президента країни (1952–1956, 1960–1964 (переобраний, але скинутий), 1985–1989). Разом очолював державу упродовж 12 років 6 місяців і 22 днів — більше, ніж будь-який інший президент Болівії у XIX—XX століттях.

## Початок політичної діяльності
Народився у багатій аристократичній родині. Закінчив факультет права й економіки Головного університету «Сан-Андрес» у Ла-Пасі, адвокат. Учасник Чакської війни 1932–1935 років з Парагваєм. У 1938–1939 та 1940–1941 роках — депутат Національного конгресу від департаменту Тариха, прибічник націонал-реформізму, концепції «соціального конституціоналізму», яка визнавала за державою право на втручання до економічного життя й обмежувала недоторканність приватної власності. 1939 року підполковник-націоналіст Ерман Буш, який очолював країну, призначив його на пост президента щойно націоналізованого Гірськорудного банку Болівії.

## Міністр та опозиціонер
1940 року Пас був одним із засновників, а потім і лідером партії Революційний націоналістичний рух (РНР). У 1941—1942 роках — міністр фінансів в адміністрації Енріке Пеньяранди. 1942 знову був обраний депутатом Національного конгресу. Був одним з лідерів перевороту 19 грудня 1943 року, що привів до влади військовий режим, який висував національно орієнтовані лозунги. У 1943—1945 роках — міністр фінансів в авторитарному уряді майора Гвальберто Вільярроеля. У той період під його керівництвом було модернізовано податкову систему та реорганізовано банківську службу, що поставило під контроль держави валютні операції. У 1944–1946 роках — сенатор Національного конгресу. 1946 року після нового військового перевороту й загибелі Вільярроеля був висланий з країни, жив в еміграції в Аргентині.
1949 організував два збройних виступи членів РНР, що завершились невдачею. Повернувся до Болівії 1951 й того ж року отримав найбільшу кількість голосів на президентських виборах як кандидат від РНР. Однак протидія його опонентів у Національному конгресі, а потім військовий переворот не дозволили йому тоді зайняти пост глави держави.

## Президент
У квітні 1952 року в Болівії відбулась революція, в результаті якої правий військовий режим було скинуто. Слідом за цим Пас Естенсоро зміг стати до виконання своїх обов'язків.
Його адміністрація запровадила в країні загальне виборче право (раніше виборче право мали тільки писемні громадяни з річним прибутком, не меншим за 200 песо). Спираючись на підтримку профспілок, вона створила державну Гірськорудну компанію та націоналізувала олов'яні копальні, які раніше належали трьом великим бізнесменам, а також запровадила робітничий контроль із правом вето. У той же час уряд установив контроль над судовою системою, переслідував політичних опонентів, в тому числі й за допомогою створення спеціальної поліції. В січні 1953 року було придушено невдалу спробу перевороту, після якої з РНР були виключені представники її правого крила. У той же час Пас Естенсоро сприяв поступовому послабленню ролі профспілок, відновив консервативно налаштовані збройні сили, які стали противагою робітничому руху.
1953 року його уряд ухвалив декрет про аграрну реформу, який став наслідком радикалізації селянського руху. Декрет забороняв створення латифундій —Латифундії мали бути експропрійованими із відшкодуванням бонами за 25 років за номінальною вартістю, однак інфляція та девальвація валюти знецінили цю компенсацію.
Наприкінці 1953 року почалось зближення уряду Паса Естенсоро зі Сполученими Штатами, які надали йому значну економічну допомогу. 1955 року було прийнято нафтовий кодекс, який сприяв закордонним інвестиціям у цей сектор економіки за недосконалої системи контролю з боку держави.
1956 року Пас Естенсоро передав владу обраному президентом на чергових виборах своєму колезі за РНР Ернану Сілесу, а сам отримав пост посла у Великій Британії, який займав у 1956—1959 роках. 1960 його було повторно обрано на пост президента країни, в цій якості керував підготовкою першого десятирічного плану розвитку країни. 1961 року ініціював конституційну реформу, яка закріпляла прийняті у 1950-их роках перетворення, але при цьому дозволяла президенту балотуватись на другий термін поспіль. Багато соратників Паса Естенсоро, як лівих, так і правих, виступали проти його переобрання (декого з них, включаючи колишнього президента Сілеса Суасо, 1964 було вислано з країни). 1964 він став главою держави втретє, проте офіційно скласти присягу не встиг, оскільки 4 листопада того ж року був усунутий від влади в результаті військового перевороту, який очолили обраний віце-президент генерали Рене Барр'єнтос та Альфредо Овандо Кандіа.

## В опозиції
Після перевороту Пас Естенсоро був змушений емігрувати до Перу, повернувся на батьківщину 1971, співпрацював з черговим військовим лідером країни Гуго Бансером, який, однак, 1974 року вислав його за кордон за звинуваченням в антиурядовій діяльності й заборонив діяльність всіх партій, включаючи й РНР. Після послаблення режиму Бансера й легалізації партій 1978 року Пас Естенсоро знову повернувся до Болівії, за часів політичної смути кінця 1970-их років тричі (у 1978, 1979 та 1980 роках) висувався кандидатом у президенти від правої фракції РНР, але щоразу зазнавав поразки (1978 був третім, під час двох наступних голосувань — другим).

## Останній президентський термін
Після перебування при владі військових режимів й поглиблення соціально-економічних проблем за лівоцентристського уряду Ернана Сілеса Суасо (1982—1985) Віктор Пас був обраний президентом країни вчетверте (на загальних виборах він посів друге місце, програвши колишньому диктатору Бансері, проте більшість депутатів Національного конгресу проголосували за нього) й перебував при владі до 1989 року. За підтримки одного з лідерів РНР, майбутнього президента Гонсало Санчеса й американського економіста Джеффрі Сакса (майбутнього радника російського уряду Єгора Гайдара) провадив неоліберальну економічну політику, спрямовану на зниження інфляції, зменшення податків, обмеження бюджетного дефіциту, скорочення державних видатків, лібералізацію зовнішньої торгівлі. В країні було проведено успішну податкову реформу. Істотні макроекономічні успіхи супроводжувались зростанням безробіттям (падіння цін на олово призвело до звільнення у 1985—1986 роках 21 тисячі з 27 тисяч шахтарів, що підірвало позиції профспілкового руху), скороченням вжитку продовольства населенням (на третину) й поглибленням болючих соціальних проблем країни.
Був прибічником розвитку демократичних інституцій, його останній президентський термін сприяв стабілізації ситуації в країні, припиненню черги військових переворотів (за 1964—1984 роки країна пережила 11 успішних переворотів, за наступне двадцятиріччя — жодного). Уклав з Гуго Бансером Пакт на захист демократії, який забезпечив нормальне функціонування державних структур у той період і заклав основи для стабільності у подальшому.
Однак влада в країні продовжувала належати досить вузькому елітному прошарку, що не змінилось і за подальших урядів, які також провадили неоліберальну політику. Це сприяло поступовому зростанню соціальної напруженості й обранню президентом 2006 року «позасистемного» кандидата, індіанця й соціаліста Ево Моралеса.
1990 року Віктор Пас Естенсоро залишив політичну діяльність.